# 요한 폰 브란덴부르크퀴스트린 변경백

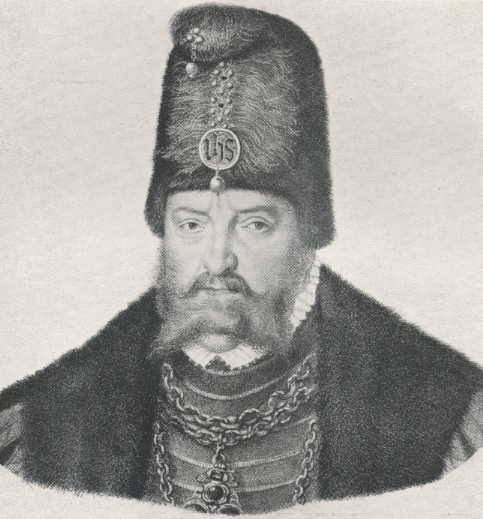
요한 폰 브란덴부르크퀴스트린

요한 폰 브란덴부르크퀴스트린(독일어: Johann von Brandenburg-Küstrin, 1513년 8월 3일 - 1571년 1월 13일), 별칭은 한스 폰 퀴스트린(Hans von Küstrin)은 중세 독일의 귀족이자 호엔촐레른 왕가의 멤버의 한 사람으로, 브란덴부르크 선제후 알브레히트 3세 아킬레스의 증손이자 요아힘 1세 네스토르의 아들이며, 선제후 요아힘 2세 헥토어의 동생이며, 요한 게오르크의 숙부가 된다. 별칭은 세이지 요한(John the Sage) 또는 현명한 요한(Johann der weise)이라 부른다.
아버지 요아힘 1세 네스토르의 유언으로 브란덴부르크퀴스트린을 상속받아 1535년 7월 11일 퀴스트린 후작이 되었다. 그의 두 딸은 모두 그의 친척들에게 시집갔는데, 큰딸 엘리자베트는 브란덴부르크안스바흐 후작 게오르크 프리드리히와 결혼했고, 둘째 딸 카타리나는 브란덴부르크 선제후 요아힘 프리드리히와 결혼했다. 1535년부터 1571년까지 브란덴부르크퀴스트린의 후작을 역임했다. 그가 다스리던 브란덴부르크퀴스트린은 브란덴부르크의 동북 지역과 폴란드의 서쪽 변방 일부에 해당되는 지역이었다.

## 생애

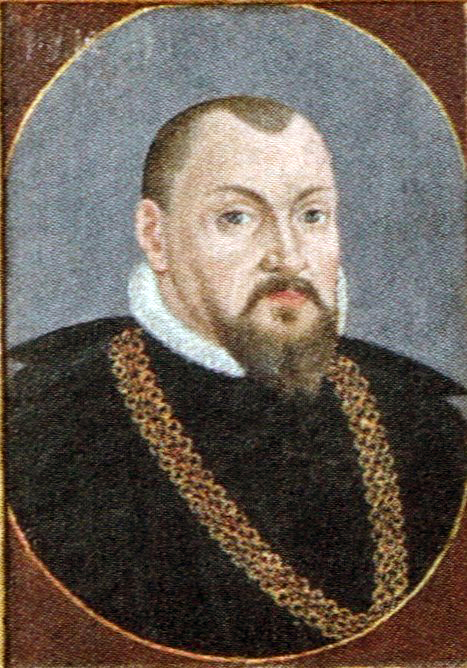
요한 폰 브란덴부르크퀴스트린

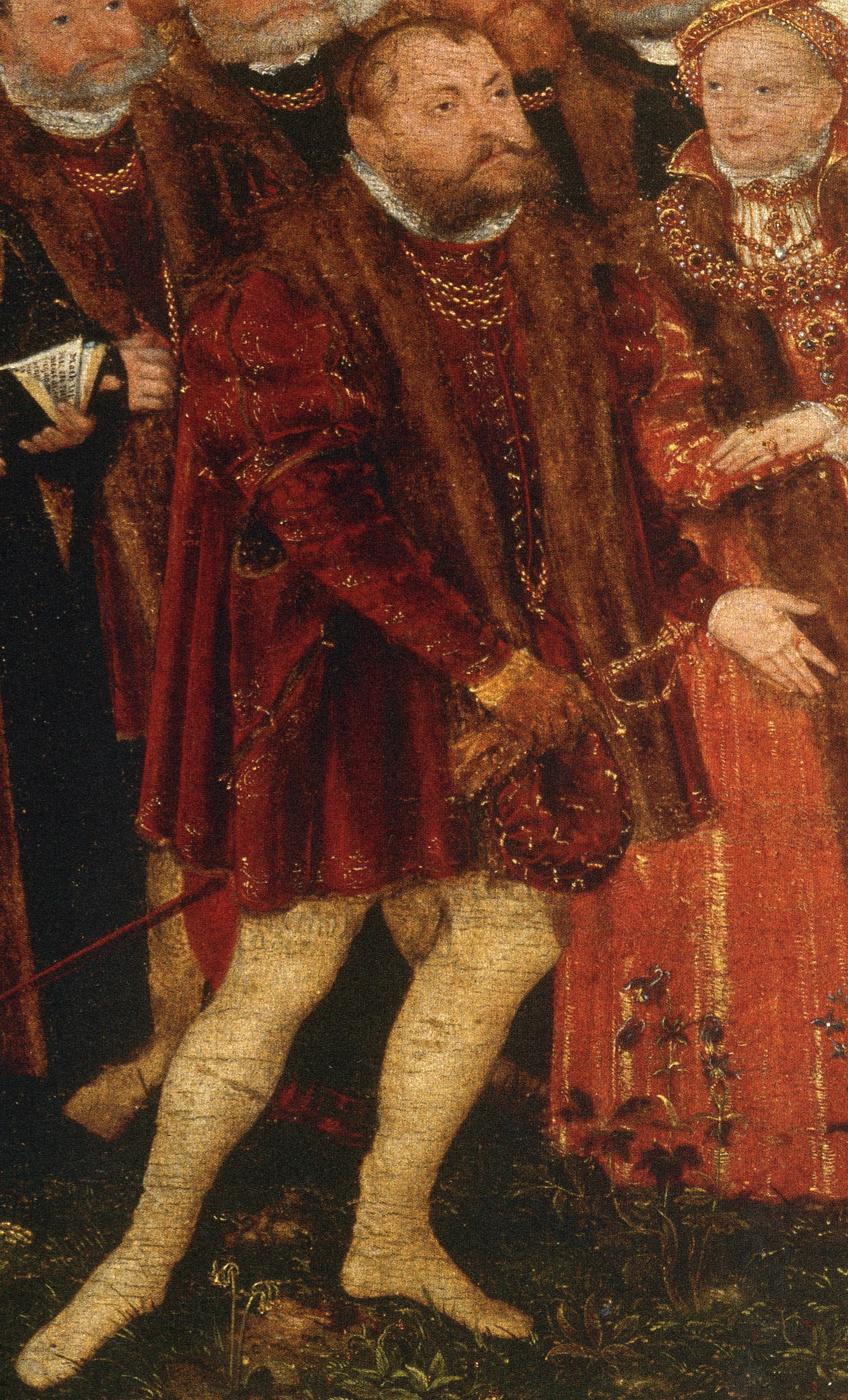
요한 폰 브란덴부르크퀴스트린, 1556년 그려진 초상화

요한 폰 브란덴부르크퀴스트린은 1513년 8월 3일 선제후 요아힘 1세 네스토르와 덴마크의 왕 한스의 딸인 덴마크의 공주이자 브란덴부르크 공작부인 덴마크의 엘리자베스의 아들로 태어났다. 할아버지는 요한 키케로였다. 형 요아힘 2세 헥토르와 몇명의 누나가 더 있었다. 아버지 요아힘 1세 네스토르는 내가 죽은 뒤, 영토는 두 아들에게 분할 상속될 것이라고 선포하였다. 아버지 요아힘 1세 네스토르는 브란덴부르크의 영토 일부를 나누어 주도록 했고, 1535년 7월 11일 아버지 요아힘 1세 네스토르가 사망하자 브란덴부르크의 서쪽 크누마크 주변 지역을 분할하여 그의 영지인 브란덴부르크퀴스트린이 생성되었다.
그의 영지는 브란덴부르크 서북방 및 폴란드와의 경계점, 그리고 20세기 이후 폴란드로 넘어간 지역 일부를 포함하는 곳이었다. 요한의 영지는 프랑크푸르트의 북쪽에 있는 퀴스트린(Küstrin, 현재의 폴란드 코스트신나트오드롱(Kostrzyn nad Odrą). 폴란드와 브란덴부르크가 번갈아 점유하던 곳으로, 독일 동부의 요새였으나 1945년 이후 폴란드령이 되었다.), 브란덴부르크의 동쪽 지방인 노이마르크, 오데르슈프레, 드람부르크, 스트레인부르크 카운티, 크로스노, 폴란드와의 경계지역인 파이츠(Peitz) 지역, 콧부스 경의 지위 및 콧부스 지역의 주권(Loardship), 그리고 후에 폴란드로 넘어간 크로스노 오드잔스키(Krosno Odrzanskie)와 시비드빈(Świdwin, 후일 폴란드에 속한다.) 등을 포함한 12,500제곱 킬로미터를 물려받았다. 동시에 이미 자신의 거주지로 정한 퀴스트린을 브란덴부르크퀴스트린 후작령의 수도로 정하고, 퀴스트린 요새와 오데르강 주변의 도시 개발에 착수하였다. 그리고 그의 형 요아힘 2세 헥토르는 선제후의 지위와 나머지 영토를 물려받았다.
다소 사치스럽고 호화로웠으며, 허세도 부렸던 친형 요아힘 2세 헥토르에 비해 그는 검소하고, 신앙심이 깊었으며 종교적이었다. 그는 정치 문제와 경제 문제에 대한 통찰력을 발휘하여 자신의 후작령의 경제, 문화, 정치를 안정시켰다. 그는 물류와 유통, 상거래의 중심지로 지역을 발전시키고 싶어했다. 그는 퀴스트린에 강력한 요새의 건설을 시작했고, 후작령을 관리하는 다수의 행정기관을 설립하고 소수의 귀족, 기사들 대신 평민층에서도 공개적으로 관료를 채용, 기구들을 운영했다. 동시에 정부에 의한 경제 및 금융 지배 구조의 시스템을 만들었다. 무역, 상거래를 활발히 하도록 하는 한편 새로운 세관을 도입하여 신속하게 후작령의 재정을 확보하고, 빠른 시일 내에 브란덴부르크에서 퀴스트린 지역의 경제적 독립을 달성했다. 동시에 정치적, 군사적으로도 자신의 후작령의 영토를 넓히려 하였으며, 한편으로 퀴스트린 후작령의 영향력을 확장하려 했다. 동시에 인적, 물적 요충지를 확보, 신규 건설하여 지역의 시장 경제를 안정화할 수 있었다. 그리고 자유로운 상거래 및 종교의 자유를 보장하여 신성로마제국 내 다른 제후국과 도시에서 이주하는 이들이 늘어나, 안정적인 군사력을 확보할 수 있었다. 하지만 1557년까지 계속된 석조 요새에는 16만 명의 인부가 동원되었고, 이들 인부의 인건비로 막대한 돈이 지출되었다. 이는 요한의 사후 고스란히 빚으로 남게 된다.
요한 퀴스트린은 자신의 영지를 둘러싼 요새를 재설계했다. 1568년부터 시작된 요새 재건축은 다섯 개의 석조요새를 건설하는 것으로, 1562년 건축가 그리밀라를 초빙하여 시작하였다. 그러나 요한은 요새의 석조 성벽의 완공을 보지 못하고 사망한다. 성벽 건설은 후일 그의 조카인 요한 게오르크에 의해 재건되어, 1618년에 완공을 보게 된다.
1538년에는 개신교로 개종하고 슈말칼덴 동맹에 가입한다. 그러나 곧 슈말칼덴 전쟁이 발생하자, 그는 황제 카를 5세로부터 모종의 보상을 바라고 로마 가톨릭쪽 제후국 편에 가담했다. 그는 카를 5세로부터 포메라니아 공작령을 인수받기를 희망했다. 그러나 신성 로마 제국 황제 카를 5세는 단지 그의 영지 내에서의 종교의 자유만을 허락했다. 1548년 5월 카를 5세의 명령으로 아우구스부르크 제국의회에서 열린 아우구스부르크 가신조협정이 체결되자 요한은 황제와 갈등했다. 우선 요한은 제국의회와 아우구스부르크 가신조협정 참여를 거부하는 코퍼스 크리스티 행렬에 참여하고, 요한은 형 요아힘 2세 헥토르 및 황태자 페르디난트(후일의 페르디난트 1세)와 함께 반 카를 5세 진영을 구축하고, 동시에 안티 합스부르크 계획을 시도했다. 그는 공식적으로 자신의 영지 내에서 아우구스부르크 가신조협정의 효력 적용을 거부하였다.

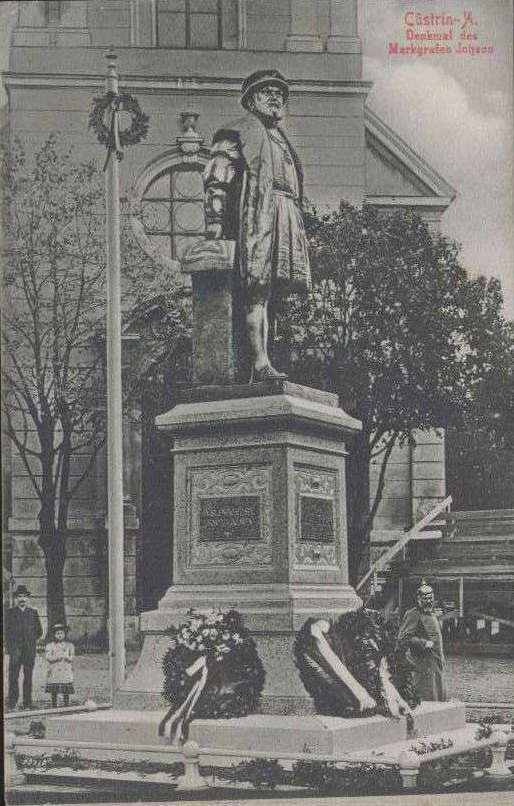
퀴스트린 교회의 성 요한 광장 앞에 세워진 그의 동상, 1915년 사진

독일의 군주 그룹 중 여러 선제후의 모임의 지원을 받은 작센 선제후 모리스가 아우구스부르크 가신조협정에 거부 의사를 드러냈으며 프랑스가 뒤에서 지원했다. 요한은 이 동맹에 참여하기로 했으나, 한편 1551년 로카우의 안나부르크 성에서 모리스와 함께 사냥을 나갔다가 그와 갈등한 뒤, 요한은 가신조협정 반대 모임에 참여하지 않기로 결정했다. 요한의 친척인 프로이센 공작 알베르트 폰 프리드리히는 자신의 영지와 황제 카를 5세간의 갈등을 피하기 위해, 요한을 황제편으로 설득하기 위해 프로이센으로 초청했지만 그는 거절했다. 1556년에는 브란덴부르크쿨름바흐 지역의 영유권을 주장했지만, 친척들과의 협의 끝에 결국 포기하기로 했다.
형 요아힘 2세 헥토르가 1577년 1월 3일에 죽은 뒤 요한 역시 10일 후인 1월 13일에 사망했다. 요한은 퀴스트린의 성 마리아 성당의 토굴에 안치되었다. 한편 그는 죽으면서 250만 굴덴의 빚을 남기기도 했다. 그의 묘소가 묻혀 있던 토굴은 오랫동안 잊혀졌다가, 1880년 황제 빌헬름 1세 때 발견되었다. 한편 그의 무덤은 파괴되어 1945년 아내 브론스위크-볼펜뷔텔의 캐서린의 무덤은 베를린 근처로 이장되었다. 요한이 죽자 요한의 영토는 그의 조카인 요한 게오르크에게 돌아갔다.

## 가계와 근친 결혼
1537년 11월 11일 브라운슈바이크-볼펜뷔텔 공작 하인리히 2세 브라운슈바이크-볼펜뷔텔의 카타리나(1518 - 1574)과 결혼한 요한에게는 남자 후계자가 없었고, 딸만 두 명 있었다.
그의 두 딸은 모두 호엔촐레른 왕가 출신 가까운 친척들에게 시집갔는데, 큰딸 엘리자베트는 1558년 브란덴부르크안스바흐 후작 게오르크 프리드리히 폰 브란덴부르크안스바흐와 결혼했고, 둘째 딸 카타리나는 1570년 브란덴부르크 선제후 요아힘 프리드리히와 결혼했다. 브란덴부르크안스바흐 후작 게오르크 프리드리히는 알브레히트 3세 아킬레스의 증손으로 요한의 종조부인 브란덴부르크안스바흐의 프리드리히 2세의 손자이자 브란덴부르크안스바흐의 게오르크의 아들이다. 형이 되는 요한 치체로의 증손녀 엘리자베트와 동생 브란덴부르크안스바흐의 프리드리히 2세의 손자 브란덴부르크안스바흐 후작 게오르크 프리드리히는 7촌 숙부-조카딸이 된다. 따라서 게오르크 프리드리히는 요한에게 6촌 동생이 된다.
그가 사망하기 직전에 결혼한 둘째 딸 카타리나의 남편 요아힘 프리드리히는 그의 형 요아힘 2세 헥토어의 손자이자, 요한 게오르크의 아들이 된다. 조카 요한 게오르크는 8년 연상의 친형 요아힘 2세 헥토어가 1525년 20세에 얻은 조카로, 요한 게오르크는 1546년 21세에 요아힘 프리드리히를 얻었다. 요한의 둘째 딸 카타리나는 요한의 나이 36세 때인 1549년에 얻은 딸이다.

## 같이 보기
- 호엔촐레른가
- 테오도어 폰타네